# Danny Wallace
Danny Wallace, född 16 november 1976, är en brittisk komiker och författare. Han är känd för TV-serien Hur man startar ett eget land som sändes våren 2006 i SVT2. Wallace har författat ett flertal böcker varav de flesta till stor del är självbiografiska.

## Böcker

### Join Me
Join Me är en samling människor som Wallace startade upp under 2002 en dag när han inte hade någonting speciellt att göra. Han satte in en annons i en tidning som uppmanade folk att posta pass-foton till honom för att således bli en så kallad Joinee. Syftet med Join Me är att alla medlemmar skall då och då (speciellt på sk. "Good Fridays") göra goda gärningar mot främlingar. Wallace författade boken Join Me där han beskriver rörelsen från grunden. Boken kompletterades även med boken  Random Acts of Kindness: 365 Ways To Make the World A Better Place som skulle ge folk inspiration till goda gärningar.

### Mannen som sade ja (org. titel: Yes Man)
Mannen som sade ja eller Yes Man är ett historia om när Danny Wallace en dag på en extrainsatt buss mötte en skäggig man under sommaren som sa till honom "säg ja oftare". Wallace tog mannen på orden och bestämde sig för att fram till årsskiftet säga "ja" till alla frågor han får. Under nästan ett halvårs tid säger han ja till bland annat all skräpmail, alla annonser, han åtar sig uppdraget att rädda sonen till en mördad sultan samt hjälpa denne att fly med 40 miljoner dollar. Filmen Yes Man med Jim Carrey i huvudrollen är löst baserad på Wallace bok.

## TV-serier

### Hur man startar ett eget land
Hur man startar ett eget land är en TV-serie i 6 avsnitt där Danny Wallace försöker starta upp en egen självständig nation. Under seriens gång reser han kors och tvärs över jorden och träffar politiker,  kungar, FN-ombud och en hel del andra människor. Avslutningsvis grundar han mikronationen Lovely och utnämner sig själv till King Danny I of Lovely.